# Рейнолдс, Джозеф
Джозеф Джонс Рейнолдс (англ. Joseph Jones Reynolds; 4 января 1822 — 25 февраля 1899) — инженер и офицер армии США, участник Гражданской войны и Индейских войн.

## Биография

### Ранние годы
Джозеф Джонс, седьмой ребёнок Эдварда и Сары Рейнолдс, родился в городе Флемингсберге, штат Кентукки. Он некоторое время учился в Уобашском колледже в Индиане а в 1839 году поступил в Военную академию США по квоте от Кентукки. Он окончил академию Вест-Пойнт 10-м по успеваемости в выпуске 1843 года. Рейнолдс получил временное звание второго лейтенанта и был назначен в 4-й артиллерийский полк США.
Он последовательно служил в форте Монро в Виргинии, Казармах Карлайла в центральной Пенсильвании, а затем в оккупационной армии Закари Тейлора в Техасе, и 11 мая 1846 года получил постоянное звание второго лейтенанта.
С 31 августа 1846 года по 31 августа 1847 года в звании ассистента преподавал в Вест-Пойнте географию, историю и этику, с 31 августа 1847 по 1 июля 1855 преподавал натуральную и экспериментальную философию. 3 марта 1847 года Рейнолдс получил звание первого лейтенанта.
В 1855 и 1856 годах служил в форте Уошита. 27 февраля 1857 года он покинул регулярную армию.
В 1856—1860 годах он преподавал инженерное дело в Вашингтонском университете в Сент-Луисе. В 1860 году Рейнолдс переехал в Индиану, где вместе с одним из своих братьев занимался бакалейным бизнесом. В 1853 году получил звание магистра.

### Гражданская война
Когда началась Гражданская война, Рейнолдс был назначен полковником 10-го Индианского добровольческого пехотного полка. Он также командовал Кэмп-Мортоном в Индианаполисе, где обучал новобранцев. Вскоре после этого он и его полк были отправлены в Западную Виргинию, где они сыграли решающую роль в отражении конфедератов под командованием Роберта Ли в сражении при Чит-Маунтин.
23 января 1862 года Рейнолдс подал в отставку и до августа занимался подготовкой добровольцев в Индиане и Кентукки. 21 августа 1862 года он снова вступил в армию и стал полковником 75-го Индианского полка, 17 сентября получил звание бригадного генерала, а 29 ноября — генерал-майора. Во время Чикамогской кампании его дивизия числилась в XIV корпусе Камберлендской армии как 4-я дивизия и состояла из трёх бригад:
- Бригада Джона Уайлдера
- Бригада полковника Эдварда Кинга
- Бригада генерала Джона Турчина

Он командовал дивизией в битвах при Хуверс-Гэп и Чикамоге. Позже служил начальником штаба Камберлендской армии, а затем помогал защищать Новый Орлеан в 1864 году, будучи командиром дивизии в XIX корпусе армии. Когда война подошла к концу, он был повышен до командующего XIX корпусом, а затем командовал VII корпусом в Арканзасе.

### Битва при реке Паудер
В 1876 году Рейнолдс принял участие в войне за Чёрные Холмы. 1 марта того же года бригадный генерал Джордж Крук, командующий Департаментом Платт, возглавил Бигхорнскую экспедицию и выступил на север из форта Феттерман, Территория Вайоминг. Джозеф Рейнолдс, в чине полковника регулярных войск, находился в армии Крука.
16 марта 1876 года бригадный генерал разделил свою колонну и послал Рейнолдса с примерно 379 солдатами, снабдив их продовольствием на один день, на юго-восток к реке Паудер. Генерал Крук взял с собой около 300 человек экспедиции и вьючный обоз, с которым он планировал встретиться с Рейнолдсом в устье Лодж-Поул-Крик 17 марта. Ночью скауты обнаружили селение индейцев на западном берегу реки и доложили об этом Рейнолдсу.
Утром 17 марта кавалеристы полковника атаковали индейское селение, в котором находились северные шайенны и оглала. Захватив лагерь, Рейнолдс приказал уничтожить всё индейское имущество. Индейцы, вынужденные бежать, спрятали своих женщин и детей и контратаковали солдат, обрушившись на них с такой яростью, что потеснили их назад. Рейнолдс приказал своим солдатам отступить. Его войско перебралось на восточный берег реки и двинулось на юг. Отход перерос в поспешное отступление вверх по реке Паудер, которое не остановилось до самого Лодж-Поул-Крика. Джордж Крук был в ярости от действий Рейнолдса. Он намеревался использовать захваченный индейский лагерь в качестве базы для своих дальнейших операций. Уничтожение Рейнолдсом лагеря разрушило этот план и генерал, свернув свои операции, вернулся в форт Феттерман.

### Поздние годы
В январе 1877 года военный суд в Шайенне признал Рейнолдса виновным по всем обвинениям. Он был приговорён к отстранению от должности и командования на один год. 25 июня 1877 года он вышел в отставку.
Джозеф Джонс Рейнолдс умер 25 февраля 1899 года в Вашингтоне в возрасте 77 лет и был похоронен на Арлингтонском национальном кладбище.